# Flagge der ASEAN
Die derzeitige Flagge der ASEAN wurde im Juli 1997 eingeführt. 
Sie besteht aus zehn stilisierten gelben Reisrispen in einem roten, weiß umrandeten Kreis auf blauem Hintergrund. Die zehn Rispen symbolisieren die zehn Mitglieder der ASEAN.

## Symbolik
Flaggen der ASEAN-Staaten
| - Brunei - Kambodscha - Indonesien - Laos - Malaysia | - Myanmar - Philippinen - Singapur - Thailand - Vietnam |

Die Farben Blau, Rot, Weiß und Gelb sind die Hauptfarben der Flaggen aller ASEAN-Staaten und haben folgende Symbolik:
- Blau: Frieden und Sicherheit
- Rot: Mut und Tatkraft
- Weiß: Reinheit
- Gelb: Wohlstand

Die zehn Stängel stehen für die Hoffnung der ASEAN-Gründer auf ein Bündnis der zehn Gründungsstaaten in Freundschaft und Solidarität.
Der Kreis soll die Einheit der ASEAN-Länder symbolisieren.

## Alte Flagge

Alte Flagge der ASEAN

Die vorige Flagge war der jetzigen ähnlich. Sie hatte sechs bräunliche Rispen, fünf für die Gründungsstaaten und eine für Brunei. Unter den Reisrispen stand asean, der Hintergrund war weiß statt blau und der Kreis hatte eine türkise Umrandung und war hellgelb gefüllt.